# Mozambik na Letnich Igrzyskach Olimpijskich 2024
Mozambik na Letnich Igrzyskach Olimpijskich 2024 – występ kadry sportowców reprezentujących Mozambik na igrzyskach olimpijskich, które odbyły się w Paryżu we Francji, w dniach 26 lipca – 11 sierpnia 2024.
Reprezentacja Mozambiku liczyła siedmioro zawodników – cztery kobiety i trzech mężczyzn, którzy wystąpili w 5 dyscyplinach.
Był to dwunasty start Mozambiku na letnich igrzyskach olimpijskich.

## Reprezentanci

### Boks
| Zawodnik           | Konkurencja | 1/16             | 1/8              | Ćwierćfinał      | Półfinał         | Finał            | Finał   | Źródło |
| Zawodnik           | Konkurencja | Przeciwnik Wynik | Przeciwnik Wynik | Przeciwnik Wynik | Przeciwnik Wynik | Przeciwnik Wynik | Miejsce | Źródło |
| ------------------ | ----------- | ---------------- | ---------------- | ---------------- | ---------------- | ---------------- | ------- | ------ |
| Alcinda Dos Santos | -66 kg (k)  | Triebeľová W 5–0 | Yang P 0-5       | NQ               | NQ               | NQ               | NQ      | [ 1 ]  |
| Tiago Muxanga      | -71 kg (m)  | Schachidow W 4–1 | Verde P 2–3      | NQ               | NQ               | NQ               | NQ      | [ 2 ]  |

### Judo
| Zawodnik        | Konkurencja | 1/16             | 1/8              | Ćwierćfinał      | Półfinał         | Repasaże         | Finał / 3. miejsce | Finał / 3. miejsce | Źródła |
| Zawodnik        | Konkurencja | Przeciwnik Wynik | Przeciwnik Wynik | Przeciwnik Wynik | Przeciwnik Wynik | Przeciwnik Wynik | Przeciwnik Wynik   | Pozycja            | Źródła |
| --------------- | ----------- | ---------------- | ---------------- | ---------------- | ---------------- | ---------------- | ------------------ | ------------------ | ------ |
| Jacira Ferreira | -52 kg (k)  | Maharani P 00–10 | NQ               | NQ               | NQ               | NQ               | NQ                 | NQ                 | [ 3 ]  |

### Lekkoatletyka
| Zawodnik      | Konkurencja       | Runda 1 | Runda 1 | Runda 2 | Runda 2 | Półfinał | Półfinał | Finał | Finał   | Źródło |
| Zawodnik      | Konkurencja       | Wynik   | Miejsce | Wynik   | Miejsce | Wynik    | Miejsce  | Wynik | Miejsce | Źródło |
| ------------- | ----------------- | ------- | ------- | ------- | ------- | -------- | -------- | ----- | ------- | ------ |
| Steven Sabino | bieg na 100 m (m) | DSQ     | DSQ     | NQ      | NQ      | NQ       | NQ       | NQ    | NQ      | [ 4 ]  |

### Pływanie
| Zawodnik         | Konkurencja               | Eliminacje | Eliminacje | Półfinał | Półfinał | Finał | Finał | Źródło |
| Zawodnik         | Konkurencja               | Czas       | Poz.       | Czas     | Poz.     | Czas  | Poz.  | Źródło |
| ---------------- | ------------------------- | ---------- | ---------- | -------- | -------- | ----- | ----- | ------ |
| Denise Donelli   | 100 m st. grzbietowym (k) | 1:08.73    | 34.        | NQ       | NQ       | NQ    | NQ    | [ 5 ]  |
| Matthew Lawrence | 100 m st. klasycznym (m)  | 1:04.95    | 32.        | NQ       | NQ       | NQ    | NQ    | [ 6 ]  |

### Żeglarstwo
Konkurencje z wyścigiem medalowym
| Zawodnik       | Konkurencja | Wyścig | Wyścig | Wyścig | Wyścig | Wyścig | Wyścig | Wyścig | Wyścig | Wyścig | Wyścig | Punkty | Finałowa pozycja | Źródło |
| Zawodnik       | Konkurencja | 1      | 2      | 3      | 4      | 5      | 6      | 7      | 8      | 9      | M*     | Punkty | Finałowa pozycja | Źródło |
| -------------- | ----------- | ------ | ------ | ------ | ------ | ------ | ------ | ------ | ------ | ------ | ------ | ------ | ---------------- | ------ |
| Deizy Nhaquile | ILCA 6      | 39     | 32     | 34     | 42     | 42     | 42     | 36     | 41     | 35     | NQ     | 301    | 40.              | [ 7 ]  |